# NGC 4187C
NGC 4187C في الفهرس العام الجديد، هي مجرة، تقع في كوكبة السلوقيان. اكتشفت بواسطة ويليام هيرشل.

## روابط خارجية
- NGC 4187C على موقع ويكي سكاي: DSS2, SDSS, GALEX, IRAS, Hydrogen α, X-Ray, Astrophoto, Sky Map, Articles and images